# O-QPSK
O-QPSK (ang. Offset Quadrature Phase Shift Keying) – odmiana modulacji PSK. Jest ona nieomal identyczną modulacją jak QPSK, różnica polega tylko na tym, że ciąg bitów pochodzących z wejściowego ciągu kodowego {\displaystyle a(t),} w kanale {\displaystyle Q} (kwadraturowym) przesunięty jest o okres {\displaystyle {\frac {T}{2}}} [s] względem bitów w kanale {\displaystyle I} (synfazowym). Modulacja ta znajduje zastosowanie głównie w systemach łączności satelitarnej.
Schemat blokowy modulatora jest następujący:
Porównanie kanałów {\displaystyle I} i {\displaystyle Q} w modulacjach QPSK i O-QPSK:
| Modulacja QPSK | Modulacja O-QPSK |
| -------------- | ---------------- |
|                |                  |
Dzięki opóźnieniu bitów w kanale {\displaystyle Q} unika się sytuacji, w której wartość zmiany fazy na granicy znaku wyniesie {\displaystyle \pi .} Ponadto czas trwania pojedynczego znaku wynosi {\displaystyle {\frac {T}{2}},} a w jego obrębie tylko jeden bit z dwubitu może zmienić wartość. Dlatego właśnie zmiana fazy na granicy dwóch znaków może wynieść 0, {\displaystyle +{\frac {\pi }{2}}} albo {\displaystyle -{\frac {\pi }{2}}.} Wtedy sygnał O-QPSK jest opisywany następująco:
{\displaystyle S_{i}(t)=\cos(2i-1){\frac {\pi }{4}}\phi _{1}(t)-\sin(2i-1){\frac {\pi }{4}}\phi _{2}(t)),}
gdzie:
{\displaystyle i=1,2,3,4,}
{\displaystyle \phi _{1}(t)=A\cos(\omega _{0}t),}
{\displaystyle \phi _{2}(t)=A\sin(\omega _{0}t),}
{\displaystyle \phi _{1}(t)} oraz {\displaystyle \phi _{2}(t)} są funkcjami ortogonalnymi,
co pozwala na zakodowanie 4 różnych wartości binarnych, czyli 2 bitów:
| i | Faza O-QPSK                        | {\displaystyle cos(2i-1){\frac {\pi }{4}}} | {\displaystyle -sin(2i-1){\frac {\pi }{4}}} | Dane wejściowe | Sygnał odpowiadający każdej wartości fazy                                                       |
| - | ---------------------------------- | ------------------------------------------ | ------------------------------------------- | -------------- | ----------------------------------------------------------------------------------------------- |
| 1 | {\displaystyle {\frac {\pi }{4}}}  | {\displaystyle +{\frac {\sqrt {2}}{2}}}    | {\displaystyle -{\frac {\sqrt {2}}{2}}}     | 10             | {\displaystyle S_{1}(t)={\frac {\sqrt {2}}{2}}\phi _{1}(t)-{\frac {\sqrt {2}}{2}}\phi _{2}(t)}  |
| 2 | {\displaystyle 3{\frac {\pi }{4}}} | {\displaystyle -{\frac {\sqrt {2}}{2}}}    | {\displaystyle -{\frac {\sqrt {2}}{2}}}     | 00             | {\displaystyle S_{2}(t)=-{\frac {\sqrt {2}}{2}}\phi _{1}(t)-{\frac {\sqrt {2}}{2}}\phi _{2}(t)} |
| 3 | {\displaystyle 5{\frac {\pi }{4}}} | {\displaystyle -{\frac {\sqrt {2}}{2}}}    | {\displaystyle +{\frac {\sqrt {2}}{2}}}     | 01             | {\displaystyle S_{3}(t)=-{\frac {\sqrt {2}}{2}}\phi _{1}(t)+{\frac {\sqrt {2}}{2}}\phi _{2}(t)} |
| 4 | {\displaystyle 7{\frac {\pi }{4}}} | {\displaystyle +{\frac {\sqrt {2}}{2}}}    | {\displaystyle +{\frac {\sqrt {2}}{2}}}     | 11             | {\displaystyle S_{4}(t)={\frac {\sqrt {2}}{2}}\phi _{1}(t)+{\frac {\sqrt {2}}{2}}\phi _{2}(t)}  |
Ciąg kodowy odzyskuje się za pomocą demodulatora przedstawionego poniżej: